# D'Courage
D'Courage（ディー・カレッジ）は、日本のプロレス団体DRAGON GATEのユニット。

## 歴史
- 2021年12月1日 後楽園ホール大会にて行われたR・E・DとMASQUERADEのマスカラ・コントラ・マスカラでドラゴン・ダイヤが敗北。ドラゴン・ダイヤがマスクを脱いだ後、対戦相手だったダイヤ・インフェルノも自らマスクを脱ぎ、正体が吉岡勇紀であったことを明かした[1]。
- 2022年1月12日 後楽園ホール大会メインイベント終了後にドラゴン・ダイヤと吉岡勇紀が共に素顔で登場した。その場でドラゴン・ダイヤとSB KENToとのオープン・ザ・ブレイブゲート選手権試合が行われ、ドラゴン・ダイヤが勝利した[2]。
- 2022年1月13日 後楽園ホール大会でオープン・ザ・ツインゲート王座を戴冠[3]。
- 2022年3月3日 後楽園ホール大会でユニット名を発表[4]。
- 2022年6月2日 後楽園ホール大会で吉岡勇紀がKING OF GATE2022に優勝[5]。
- 2022年7月30日 神戸ワールド記念ホール大会で吉岡勇紀がオープン・ザ・ドリームゲート王座を戴冠[6]。
- 2022年8月10日 後楽園ホール大会で菊田円がD'Courageの助っ人として名乗りを上げた[7]。
- 2022年9月19日 大田区総合体育館大会でドラゴン・ダイヤ＆菊田円組がオープン・ザ・ツインゲート王座を戴冠[8]。
- 2022年10月15日 神戸サンボ―ホール大会で菊田円が正式加入。
- 2023年5月5日 愛知県体育館大会で菊田円がオープン・ザ・ドリームゲート王座を戴冠。
- 2023年11月5日、大阪・エディオンアリーナ大阪大会にてISHINのもつオープン・ザ・ブレイブゲート王座に挑戦し敗れた田中良弥を吉岡勇紀とドラゴン・ダイヤが介抱に入った。
- 11月9日、東京・後楽園ホール大会にて田中良弥が加入。

## メンバー
- 吉岡勇紀（リーダー）
- ドラゴン・ダイヤ
- 田中良弥

## 元メンバー
- 菊田円

## タイトル歴
- オープン・ザ・ドリームゲート王座

第35代：吉岡勇紀
（2022年7月30日獲得、2023年1月12日陥落/防衛5回）
第37代：菊田円
（2023年5月5日獲得、2023年12月24日陥落/防衛3回）
- オープン・ザ・ブレイブゲート王座

第44代：ドラゴン・ダイヤ
（2022年1月12日獲得、2022年7月30日陥落/防衛3回）
第52代：ドラゴン・ダイヤ
（2024年7月21日獲得、2024年12月15日陥落/防衛3回）
- オープン・ザ・ツインゲート王座

第56代：吉岡勇紀&ドラゴン・ダイヤ
（2022年1月13日獲得、2022年5月5日陥落/防衛3回）
第59代：ドラゴン・ダイヤ&菊田円
（2022年9月19日獲得、2022年12月2日陥落/防衛1回）
第64代：吉岡勇紀&ドラゴン・ダイヤ
（2023年11月5日獲得、2023年12月24日返上/防衛0回）
- KING OF GATE優勝

吉岡勇紀（2022年）
ドラゴン・ダイヤ（2024年）
- Rey de Parejas優勝

吉岡勇紀&菊田円（2023年）

## エピソード
- ユニット名は公募で決定した。Dはダイヤ、Courageは勇気という意味[4]